# Zápas na Letních olympijských hrách 1936 – muži, volný styl do 61 kg
Zápas ve volném stylu v pérové váze (do 61 kg) probíhal na Letních olympijských hrách 1936 v Berlíně, v Germany Hall. O medaile se utkalo celkem 15 zápasníků.

## Turnajové výsledky
Zápasníci získávají v průběhu bojů záporné body. 5 bodů vyřazuje zápasníka z dalších bojů.

### Kolo 1
| TPP | MPP |                          | Score      |                      | MPP | TPP |
| --- | --- | ------------------------ | ---------- | -------------------- | --- | --- |
| 1   | 1   | Nevil Hall (RSA)         | 3 - 0      | Karel Kváček (TCH)   | 3   | 3   |
| 0   | 0   | Gösta Frändfors (SWE)    | TF / 8:30  | Marco Gavelli (ITA)  | 3   | 3   |
| 1   | 1   | Norman Morrell (GBR)     | 3 - 0      | Josef Böck (GER)     | 3   | 3   |
| 0   | 0   | Francis Millard (USA)    | TF / 12:33 | Jean Chasson (FRA)   | 3   | 3   |
| 0   | 0   | Ferenc Tóth (HUN)        | TF / 13:23 | Yaşar Erkan (TUR)    | 3   | 3   |
| 0   | 0   | Kustaa Pihlajamäki (FIN) | TF / 4:40  | Hector Riské (BEL)   | 3   | 3   |
| 1   | 1   | Micuo Mizutani (JPN)     | 3 - 0      | Werner Spycher (SUI) | 3   | 3   |
| 0   |     | Vern Pettigrew (CAN)     |            | Bye                  |     |     |

### Kolo 2
| TPP | MPP |                          | Score     |                      | MPP | TPP |
| --- | --- | ------------------------ | --------- | -------------------- | --- | --- |
| 1   | 1   | Vern Pettigrew (CAN)     | 3 - 0     | Karel Kváček (TCH)   | 3   | 6   |
| 4   | 1   | Marco Gavelli (ITA)      | 3 - 0     | Nevil Hall (RSA)     | 3   | 4   |
| 1   | 1   | Gösta Frändfors (SWE)    | 3 - 0     | Josef Böck (GER)     | 3   | 6   |
| 0   | 0   | Francis Millard (USA)    | TF / 8:36 | Norman Morrell (GBR) | 3   | 4   |
| 0   | 0   | Ferenc Tóth (HUN)        | TF / 6:52 | Jean Chasson (FRA)   | 3   | 6   |
| 4   | 1   | Yaşar Erkan (TUR)        | 3 - 0     | Hector Riské (BEL)   | 3   | 6   |
| 0   | 0   | Kustaa Pihlajamäki (FIN) | TF / 4:50 | Werner Spycher (SUI) | 3   | 6   |
| 1   |     | Micuo Mizutani (JPN)     |           | Bye                  |     |     |

### Kolo 3
| TPP | MPP |                          | Score     |                      | MPP | TPP |
| --- | --- | ------------------------ | --------- | -------------------- | --- | --- |
| 1   | 0   | Vern Pettigrew (CAN)     | TF / 8:18 | Micuo Mizutani (JPN) | 3   | 4   |
| 1   | 0   | Gösta Frändfors (SWE)    | TF / 4:38 | Nevil Hall (RSA)     | 3   | 6   |
| 5   | 1   | Marco Gavelli (ITA)      | 3 - 0     | Norman Morrell (GBR) | 3   | 7   |
| 1   | 1   | Francis Millard (USA)    | 3 - 0     | Ferenc Tóth (HUN)    | 3   | 3   |
| 0   | 0   | Kustaa Pihlajamäki (FIN) | TF / 8:21 | Yaşar Erkan (TUR)    | 3   | 7   |

### Kolo 4
| TPP | MPP |                          | Score     |                      | MPP | TPP |
| --- | --- | ------------------------ | --------- | -------------------- | --- | --- |
| 2   | 1   | Gösta Frändfors (HUN)    | 3 - 0     | Micuo Mizutani (JPN) | 3   | 7   |
| 1   | 0   | Francis Millard (USA)    | TF / 2:13 | Vern Pettigrew (CAN) | 3   | 4   |
| 0   | 0   | Kustaa Pihlajamäki (FIN) | TF / 3:41 | Ferenc Tóth (HUN)    | 3   | 6   |

### Kolo 5
| TPP | MPP |                          | Score     |                       | MPP | TPP |
| --- | --- | ------------------------ | --------- | --------------------- | --- | --- |
| 3   | 1   | Gösta Frändfors (SWE)    | TF / 5:24 | Vern Pettigrew (CAN)  | 3   | 7   |
| 1   | 1   | Kustaa Pihlajamäki (FIN) | 3 - 0     | Francis Millard (USA) | 3   | 4   |

### Finále
| TPP | MPP |                          | Score |                       | MPP | TPP |
| --- | --- | ------------------------ | ----- | --------------------- | --- | --- |
|     | 1   | Francis Millard (USA)    | 2 - 1 | Gösta Frändfors (SWE) | 2   |     |
|     |     | Kustaa Pihlajamäki (FIN) |       | Bye                   |     |     |

## Finálové pořadí
1. Kustaa Pihlajamäki (FIN)
2. Francis Millard (USA)
3. Gösta Frändfors (SWE)
4. Vern Pettigrew (CAN)
5. Ferenc Tóth (HUN)
6. Micuo Mizutani (JPN)